# 묘코인
묘코인(일본어: 妙高院 みょうこういん[*], 덴쇼 5년 (1577년) - 간에이 3년 6월 25일 (1626년 8월 16일))은 아즈치모모야마 시대부터 에도 시대 전기에 걸쳐 살은 여성이다. 이름은 쿠니히메(国姫) 또는 쿠마히메(熊姫)이다. 묘코인(妙光院)이라고도 표기된다.

## 생애
덴쇼 5년 (1577년) 7월, 도쿠가와 이에야스의 적남 마츠다이라 노부야스의 차녀로서 오카자키성에서 태어났다. 어머니는 토쿠히메 (오다 노부나가의 장녀)이다.
덴쇼 7년 (1579년), 아버지 노부야스가 할복하고, 어머니 고토쿠히메가 딸들을 남기고 친정에 돌아가자, 언니 토쿠히메와 함께 할아버지 이에야스와 측실 니시코오리노츠보네에게 양육되었다. 덴쇼 18년 (1590년) 또는 덴쇼 19년 (1591년)에, 이에야스의 명령으로 도쿠가와 가신 혼다 타다마사 (혼다 타다카츠의 적남)의 정실이 되었다. 타다마사와는 사이가 좋아, 3남 2녀 (타다토키, 마사토모, 타다요시, 쿠니히메 (호리 타다토시의 정실 → 아리마 나오즈미의 정실), 카메히메 (오가사와라 타다나가의 정실 → 오가사와라 타다자네의 정실))를 낳았다. 이 중 막부 말기까지 묘코인의 혈맥을 이은 것은 3남 타다요시 후손 뿐이다 (단, 여계로 타다토키, 쿠니히메, 카메히메의 후손은 계속되고 있다). 
간에이 3년 (1626년) 6월 25일, 남편보다 먼저 50세의 나이로 사망했다. 묘소는 히메지성 아래의 히사마츠지(久松寺)이다.

## 등장 작품
- 『도쿠가와 이에야스』 (1983년, NHK대하드라마), 배우 하라 아유코